# Política do Quirguistão
O Quirguistão é uma república democrática representativa semipresidencialista. O presidente é o chefe de estado, e o comandante-em-chefe das forças armadas. Sadyr Japarov é o atual presidente desde 28 de janeiro de 2021. O presidente do Conselho de ministros é o chefe de governo. Akylbek Japarov é chefe de governo desde 12 de outubro de 2021. O poder executivo é exercido pelo governo e o poder legislativo é exercido tanto pelo governo quanto pelo parlamento.
Forma de governo: República semipresidencialista.
Divisão administrativa: 6 regiões e 1 municipalidade (Bisqueque).
Principais partidos políticos: Partido Social Democrático do Quirguistão, Partido Comunista do Quirguistão.
Legislativo: Unicameral: Conselho Supremo, com 90 membros. Eleitos por voto direto para um mandato de 5 anos.
Constituição em vigor: Constituição da República Quirguiz de 2021.